# Karel Hartmann
Karel Hartmann (Osztrák–Magyar Monarchia, Csehország, Prága, 1890 – Auschwitzi koncentrációs tábor, 1944. október 16.) olimpiai bronzérmes, Európa-bajnok cseh nemzetiségű csehszlovák jégkorongozó.
Részt vett az 1920-as nyári olimpián, ahol a csehszlovák válogatott tagja volt. Első mérkőzésükön a kanadai válogatott 15–0-ra legyőzte őket. Ezután az ezüstéremért játszottak az amerikai válogatottal, és ismét nagyon kikaptak, ezúttal 16–0-ra. A bronzmérkőzésen viszont 1–0-ra legyőzték a svéd válogatottat, és így bronzérmesek lettek.
Részt vett az 1921-es, 1922-es, 1923-as és az 1927-es jégkorong-Európa-bajnokságon. 1921-ben ezüstérmet, 1922-ben aranyérmet és 1923-ban bronzérmet nyert.
1922-ben Paul Loicq-ot váltotta, mint a Nemzetközi Jégkorongszövetség alelnöke, és 1923-ig töltötte be ezt a pozíciót.